# Der kalte Finger
Der kalte Finger ist ein deutscher Erotik-Thriller, der 1996 erschienen ist.

## Handlung
Conny, die tagsüber in der Telefonzentrale eines Krankenhauses und abends in einer Telefonsex-Agentur arbeitet, telefoniert regelmäßig mit jemandem, der sich als der Kalte Finger ausgibt. Weil sie ihn auch von zu Hause aus mit ihrem Telefonservice bedient, hetzt die Chefin der Agentur ihr einen Schläger auf den Hals, weil sie somit Kunden abwirbt und auf eigene Rechnung arbeitet. Ihr Freund Gregor erfährt erst nach der Auseinandersetzung mit dem Schläger über das Doppelleben von Conny. Nachdem zwei Frauenleichen gefunden werden, merkt Conny, dass der Kalte Finger ein Serienmörder ist und seine Sex-Phantasien in tödliche Realität umsetzt, und dass dieser Conny um jeden Preis besitzen und töten will. Der Kalte Finger gibt vor, ein Künstler zu sein und lockt Conny und Bibi mit größeren Geldbeträgen in ein Hotelzimmer. Nachdem ihre Kollegin Bibi ermordet wird, dient sie der Polizei als Lockvogel. Doch der Kalte Finger bekommt Conny trotzdem in seine Gewalt. Bei dem Versuch mit Conny auf einem Motorrad zu fliehen wird er von der Polizei auf dem Dach eines Hotels angeschossen und verhaftet. Der Film endet damit, dass Conny bei Gregor eingezogen ist und von Kalte Finger einen Anruf aus der Haftanstalt erhält.

## Kritik
- Lexikon des internationalen Films: „Weitgehend gelungener Thriller, der, durch einen wirkungsvollen Soundtrack unterstützt, eine dichte Spannung aufbaut und sie auch hält. Das Ende schießt jedoch über jedes Ziel hinaus und strotzt vor Unwahrscheinlichkeiten.“[1]

## Soundtrack
Der Soundtrack stammt von Sven Väth und Stevie B-Zet und erschien auf dem Label Eye Q im Vertrieb von WEA Records. Der Song „Hold me now“ (im Abspann zu hören) stammt von Linda Carriere.